# Liste der Monuments historiques in Meuilley
Die Liste der Monuments historiques in Meuilley führt die Monuments historiques in der französischen Gemeinde Meuilley auf.

## Liste der Objekte
| Bezeichnung                   | Beschreibung               | Standort                      | Kennzeichnung | Schutzstatus | Datum | Bild |
| ----------------------------- | -------------------------- | ----------------------------- | ------------- | ------------ | ----- | ---- |
| Gedenkstein an die Kirchweihe | Kalkstein, bezeichnet 1451 | in der Kirche St-Léger (Lage) | PM21001487    | Classé       | 1914  |      |